# Palazzo Dechencholing
Palazzo Dechencholing (in dzongkha: བདེ་ཆེན་ཆོས་གླིང, dechencholing) è un edificio situato nei pressi di Thimphu, capitale del Bhutan, 4 km a nord del monastero buddista di Tashichoedzong e 7 km a nord del centro cittadino. Fu costruito e inaugurato tra il 1952 e il 1953 dal terzo re del Bhutan, il Druk Gyalpo Jigme Dorji Wangchuck.

## Geografia
Il palazzo sorge nella parte settentrionale della valle in cui si trova Thimphu. Al Palazzo si accede seguendo la Dechhen Lam, che costeggia la sponda orientale del Raidāk. La strada, prima di arrivare al palazzo, tocca altri punti molto importanti della città, come il Centro di Studi Bhutanesi e il Centro di Artigianato del Legno. Poco a sud del palazzo, sulla sponda opposta del fiume, sorge il sobborgo di Taba, mentre a est e a ovest esso è circondato dai boschi; in particolare, la vegetazione che circonda l'ala orientale è più fitta. Nei pressi del palazzo, nei boschi vicino a Taba sorge anche il Wangchuck Resort, importante luogo di meditazione a livello nazionale.

## Storia
Il Palazzo Dechencholing fu inaugurato nel 1953 dopo circa un anno di lavori in onore del terzo re del Bhutan, l'appena incoronato Druk Gyalpo Jigme Dorji Wangchuck. Due anni dopo, l'11 novembre 1955, nacque in questo stesso edificio il futuro e quarto re del Paese, Jigme Singye Wangchuck, la cui incoronazione avvenne sempre al Dechencholing, celebrata in pompa magna con riti beneauguranti nel 1974.
Oggi, il Palazzo non è la residenza dell'attuale re del Paese, che risiede in modo fisso durante l'anno a Palazzo Samteling, mentre in estate si riposa nel Dechencholing.
Il Palazzo oggi viene utilizzato per ospitare delegazioni internazionali, soprattutto quelle dell'India e dei Paesi vicini. In particolare, qui si tengono importanti incontri tra i politici indiani e quelli bhutanesi, che discutono dei rapporti tra i due paesi. Infine, qui vengono accolti Capi di Stato stranieri o personalità importanti in visita in Bhutan.

## Struttura
La struttura si articola su tre piani e sorge in un'area circondata da salici, prati e laghetti. Ad eccezione del sovrano, gli altri membri della famiglia reale vivono qui. L'architettura rispecchia in pieno lo stile bhutanese tradizionale, incluso l'arredamento interno. All'interno, mobili e sculture sono realizzati in metallo con la tecnica a sbalzo e talvolta sono ricoperti con del velluto bianco.
In quanto sede di frequenti incontri internazionali, il Palazzo è dotato anche di una propria elisuperficie, che sopperisce all'assenza di un aeroporto internazionale nella città di Thimphu (infatti, il Bhutan è collegato con l'esterno solo grazie tramite l'Aeroporto Internazionale di Paro, distante circa 54 km).
Nel 1957, il Druk Gyalpo Jigme Dorji Wangchuck commissionò all'artista Lam Durlop Dorji di Jakar l'apertura di una scuola di ricamo nel Palazzo, che potessi istruire ogni anno trenta monaci in questa arte. La scuola ha prodotto molti thangka di pregevole fattura.